# El Alto
El Alto és una ciutat i municipi de Bolívia situat a la província de Pedro Domingo Murillo del departament de La Paz, a l'oest del país a l'altiplà andí. Quant a població, El Alto és la ciutat més poblada del departament i la segona ciutat més poblada de Bolívia després de Santa Cruz de la Sierra.
El Alto va ser creat com una entitat municipal independent i amb el rang de ciutat el 6 de març de 1985, per la qual cosa és considerada com una de les ciutats més joves de Bolívia. A causa de la seva estreta proximitat amb la ciutat de La Paz, la ciutat d'El Alto forma part de l'àrea metropolitana de La Paz.
A la ciutat està situat l'Aeroport Internacional El Alto, un dels principals aeroports de Bolívia. Quant a l'aspecte econòmic, El Alto s'ha caracteritzat per posseir una gran i intensa activitat comercial. A la ciutat existeixen al voltant de 5600 petites i mitjanes empreses, fàbriques i plantes de processament d'hidrocarburs. És també el lloc d'exportació dels recursos minerals del país i de la matèria primera processada, i és una de les ciutats amb més ràpid creixement econòmic del país.
El seu ràpid creixement econòmic ha convertit la ciutat d'El Alto en un lloc d'assentament de migrants d'altres localitats de Bolívia, especialment de persones de l'àrea rural del país, provinents majoritàriament dels departaments de La Paz, Oruro i Potosí, així com de Cochabamba, Chuquisaca i, en menor mesura, també de Santa Cruz i Beni.
A causa de les relacions comercials, l'afinitat cultural i la proximitat amb el Perú, la ciutat d'El Alto també s'ha convertit des de la dècada de 1990 en destinació de persones procedents d'aquest país.
El principal centre d'estudis superiors és la Universidad Pública d'El Alto (UPEA), la ciutat compta, a més, amb una orquestra simfònica, museus i altres equipaments culturals.

## Història

### Segle XXI

#### La ciutat d'El Alto i la Guerra del Gas

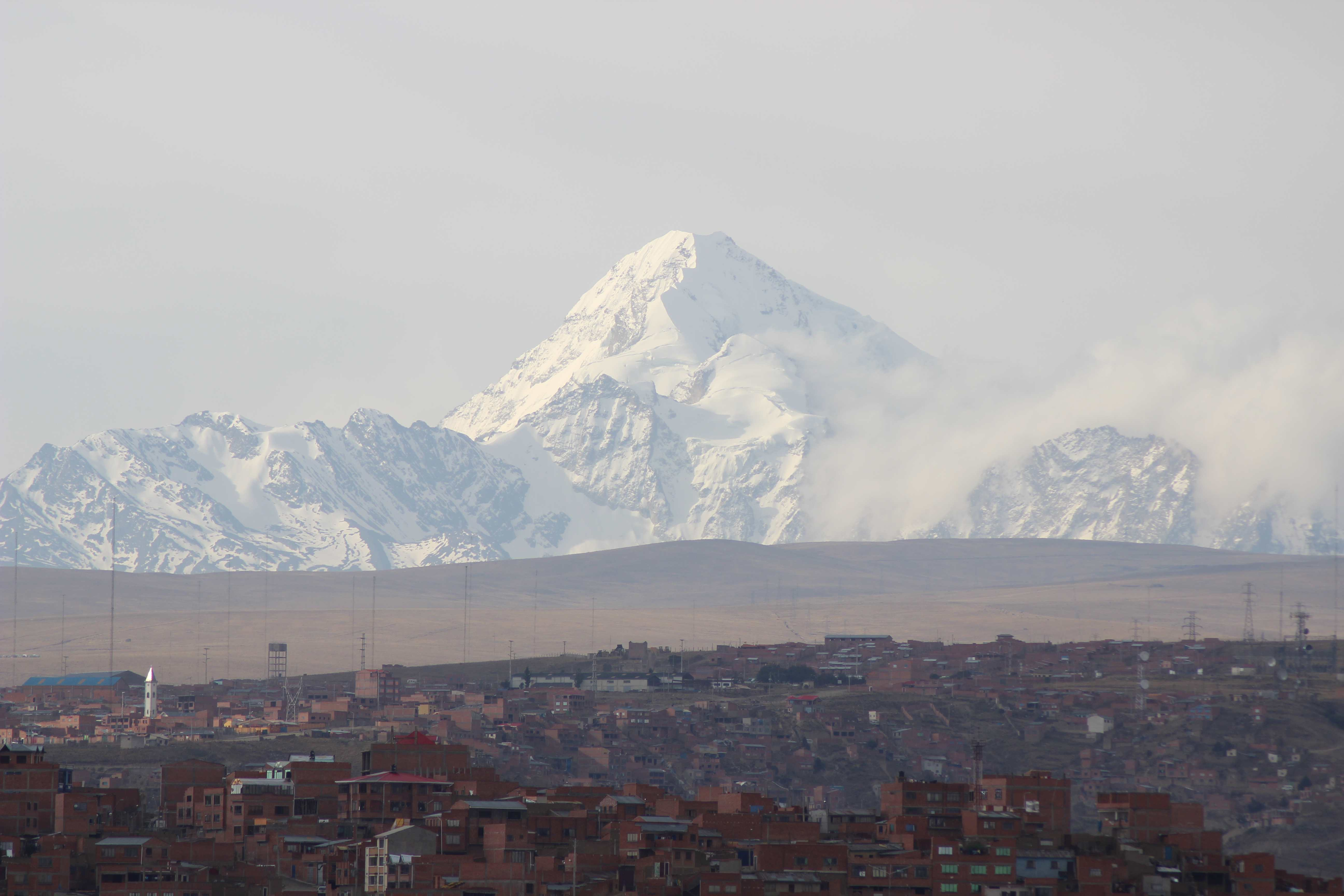
El Alto amb l'Huayna Potosí al fons

El Alto va liderar la mobilització de 2003 que es va denominar la Guerra del Gas, que va marcar un punt d'inflexió en la política nacional boliviana, en aixecar-se per la defensa dels recursos d'hidrocarburs (gas i petroli). Sota el lema El gas no se vende, ni por Chile ni por Perú. Sí, a la industrialización, El Alto es va revoltar contra les polítiques de Gonzalo Sánchez de Lozada, govern que la població considerava aliè als interessos del país, principalment de les famílies més empobrides, a causa de l'abandó de les necessitats bàsiques com l'educació, la salut i millores salarials.
Després d'un mes de revoltes i mobilització dels alteños, la repressió militar va deixar almenys 63 persones mortes i 400 ferides, l'esdeveniment va ser conegut com la Massacre d'Octubre. En conseqüència, Gonzalo Sánchez de Lozada va renunciar a la presidència el 17 d'octubre de 2003.
El maig i juny de 2005, El Alto va participar en les marxes camperoles que van confluir a la plaça San Francisco de La Paz per exigir la nacionalització dels hidrocarburs a l'Assemblea Constituent i el Judici de Responsabilitats, demandes que van ser postergades per la convocatòria d'Eleccions Generals. El Congrés de Sucre va acceptar la renúncia de Carlos Mesa el 9 de juny i la pressió popular va obligar a renunciar a la successió a Hormando Vaca Díez i Mario Cossío, assumint la Presidència Eduardo Rodríguez Veltze per a convocar eleccions generals.

##### Ciutat Revolucionària, Heroica i Defensora dels Recursos Naturals
En reconeixement del seu compromís en la conformació del nou Estat va ser declarada per llei «Ciutat Revolucionària, Heroica i Defensora dels Recursos Naturals» el 6 de març de 2015, commemorant així el seu 30è aniversari d'existència.

## Organització políticoadministrativa
La ciutat és administrada pel Govern autònom de la ciutat d'El Alto que identifica els 14 districtes que componen la metròpoli. La gestió de molts projectes i obres es descentralitza dels districtes, cadascun d'ells correspon una subalcaldia.

### Principals barris
Les zones més importants són:
- 1 de Mayo (habitada originalment por obrers fabrils)
- La Ceja
- 16 de julio (zona comercial d'El Alto)
- Alto Lima
- Ballivián
- Complejo
- Convifag
- Ciudad Satélite (habitada originalment por treballadors públics)
- El Kenko
- Germán Busch
- Kollpani
- Mercedario
- Villa Ingenio
- Nuevos Horizontes,
- Cupilupaca
- Río Seco
- Senkata
- Villa Santa Rosa
- Santiago I
- Santiago II
- Villa Adela (habitada originalment por treballadors de les FFAA)
- Villa Alemania
- Villa Exaltación
- Villa Dolores,
- Villa Ingavi
- Villa Bolívar "E"
- Villa Bolívar "B"

La població d'El Alto està constituïda per migrants establerts principalment entre els anys 1976 i 1986. Una important població de camperols de l'Altiplà Nord migraren a aquest municipi a causa de les condicions agrícoles que imperaven en les seves terres. Un altre flux va ser producte de la relocalització dels treballadors miners per la caiguda de preu de l'estany entre 1982 i 1985. Aquesta població provenia de territoris de predomini aimara del departament de La Paz, així com dels iungues i de les poblacions limítrofes al llac Titicaca. També existeix una important migració provinent de la ciutat de La Paz, es calcula que aproximadament 2.500 habitants migren de la ciutat de La Paz a El Alto cada any (Garfias i Mazurek, 2005). La població migrant es caracteritza per trobar-se en edat de treballar, per tenir pocs fills i ser jove.

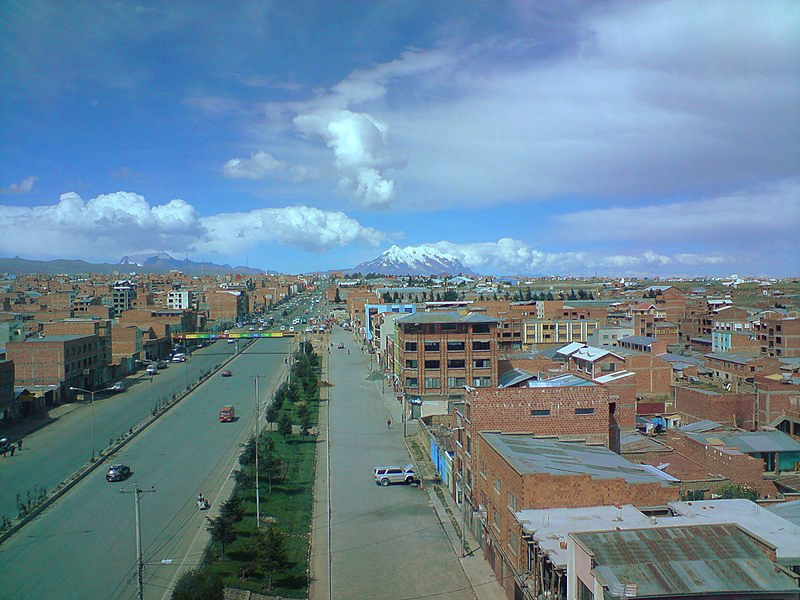
Vista de l'Illimani des de l'Avinguda Juan Pablo II

El Alto actualment compta amb una població intercultural que s'expressa en l'origen de les múltiples procedències del seu veïnat. D'aquesta manera, en la quotidianitat alteña es troben expressions culturals andines que expressen el sincretisme entre la religiositat catòlica i la religiositat ancestral, originant la religiositat catòlica popular. Les entrades festives patronals que existeixen pràcticament en totes les zones són expressió clara d'això. Una altra modalitat de trobada i simbiosi cultural són les challas, els mercats populars i les fires de carrer, on coexisteixen en un sol territori la tradició amb la modernitat i la postmodernitat occidental. En els costums referits a la gastronomia i la música és on es fan més visibles aquests sincretismes culturals.

### Organitzacions socials
El Alto compta amb un ampli teixit social a causa de la presència de nombroses organitzacions socials i cíviques, federacions, cooperatives, sindicats, associacions i gremis. Entre les més destacades estan la Federació de Juntes Veïnals (FEJUVE), la Central Obrera Regional (COR) i el Comitè de Vigilància. En la part productiva hi ha la Federació de Micro i Petits Empresaris (FERMIPE), que té inscrites 15 associacions d'empresaris, entre les més importants la de fusters i la de confecció.
Altres organitzacions amb presència, encara que amb nombre de representats i cobertura d'acció pública diferenciada, són la Federació Única d'Organitzacions Populars de Dones El Alto (FUOPMEA), l'Associació de Treballadores d'El Alto Sartasipxañani, l'Organització de Dones Aimaras del Kollasuyo (OMAK), la Unió de Ceramistes Aimaras i Quítxues de Bolívia (UCAB), la Unió de Teixidors Aimares i Quítxues (UTAQ) i la Xarxa de Joves Productors Mans Productives de la Ciutat d'El Alto.
El rellevant d'aquestes organitzacions és la seva estructura interna i la seva capacitat d'organitzar-se autònomament i ser representatives. Totes compten amb una tradició sindical en la seva manera d'organitzar-se que en la majoria dels casos és vertical amb responsabilitats definides per a cadascun dels seus membres i on també s'estableixen mecanismes financers per a la sostenibilitat de l'organització.

#### Organitzacions veïnals
La participació en les activitats dels barris dels veïns i veïnes alteñas és molt alta, a causa que han hagut d'organitzar-se per poder comptar amb serveis bàsics i infraestructura adequada, aquesta participació es practica a través d'assemblees que són convocades per les juntes veïnals, que al seu torn pertanyen a la FEJUVE de districte i aquesta, al seu torn, a la FEJUVE municipal. Cada carrer té una o un cap de carrer que els representa davant de la junta veïnal.

#### Fires i mercats
Les fires i mercats són part rellevant dels mecanismes d'organització, permeten agrupar les venedores i també compten amb una organització interna de tipus sindical amb funcions definides i mecanismes financers per a la seva sostenibilitat. A diferència de les altres organitzacions, en aquestes la presència de dones al comandament és alta, molts comerciants es troben agremiats i formen part de la Confederació de Treballadors Gremials, Artesans, Comerciants Minoristes i Vivanderos de Bolívia.

### Identitat cultural i idioma
Des del cens de 2001 El Alto ha tingut millores importants en educació. La taxa d'analfabetisme del 7,98% el 2001 s'ha reduït a gairebé cero com a resultat de les campanyes d'alfabetització. El 75% de la població és d'origen aimara.

## Esports

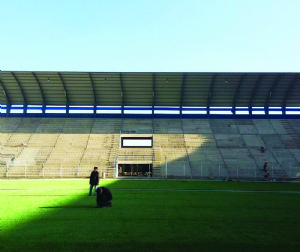
Tribunes cobertes de l'Estadi Municipal El Alto

Amb el desenvolupament avançat de la ciutat, es van edificar espais esportius de diverses disciplines com el futbol amb l'Estadi Municipal, inaugurat el mes de juliol de 2017.

## Economia
La població a El Alto aprofita i transforma els recursos locals. El Alto és una ciutat en creixement que es mou al ritme del mercat d'aliments, roba confeccionada en petites unitats industrials, roba usada, etc. De fet, els mercats són una característica imperant d'El Alto. El mercat al barri 16 de Julio que es realitza els dijous i diumenges, on es ven des d'un cargol oxidat fins a un automòbil d'últim model, terrenys i cases, així com mercats instal·lats en diversos districtes i fins i tot a La Ceja, mostren el panorama típic comercial i industrial de la ciutat.

## Ubicació geogràfica

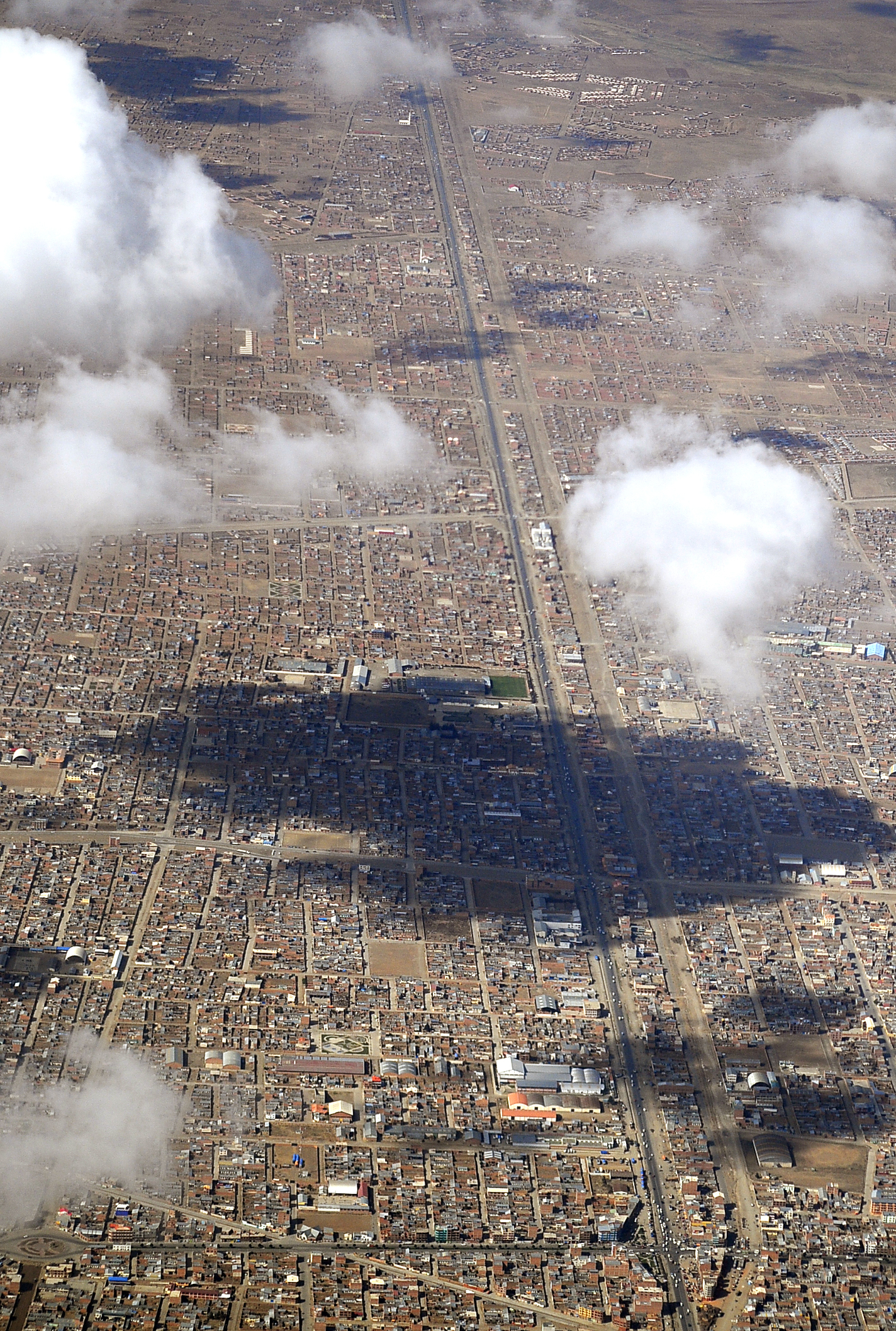
Vista aèria

### Latitud i longitud
El municipi d'El Alto està situat en un altiplà de superfície plana i ondada, al peu de la serralada de La Paz (Altiplà Nord) i de la serralada Oriental, al nord-est de Bolívia a 16º30' Sud i 68º12' Oest. A una altura de 4090 msnm.

### Extensió
L'extensió territorial del Municipi d'El Alto és d'aproximadament 387,56 km² (38.756 ha), que representa el 7,58 % de la superfície total de la província Murillo. El 40,24 % (15.596 ha) correspon a l'àrea urbana i el 59,76 % (23.160 ha) correspon a l'àrea rural. El Districte 10 va ser creat per Ordenança Municipal Núm. 150/2005 l'11 d'octubre de 2005.

## Clima

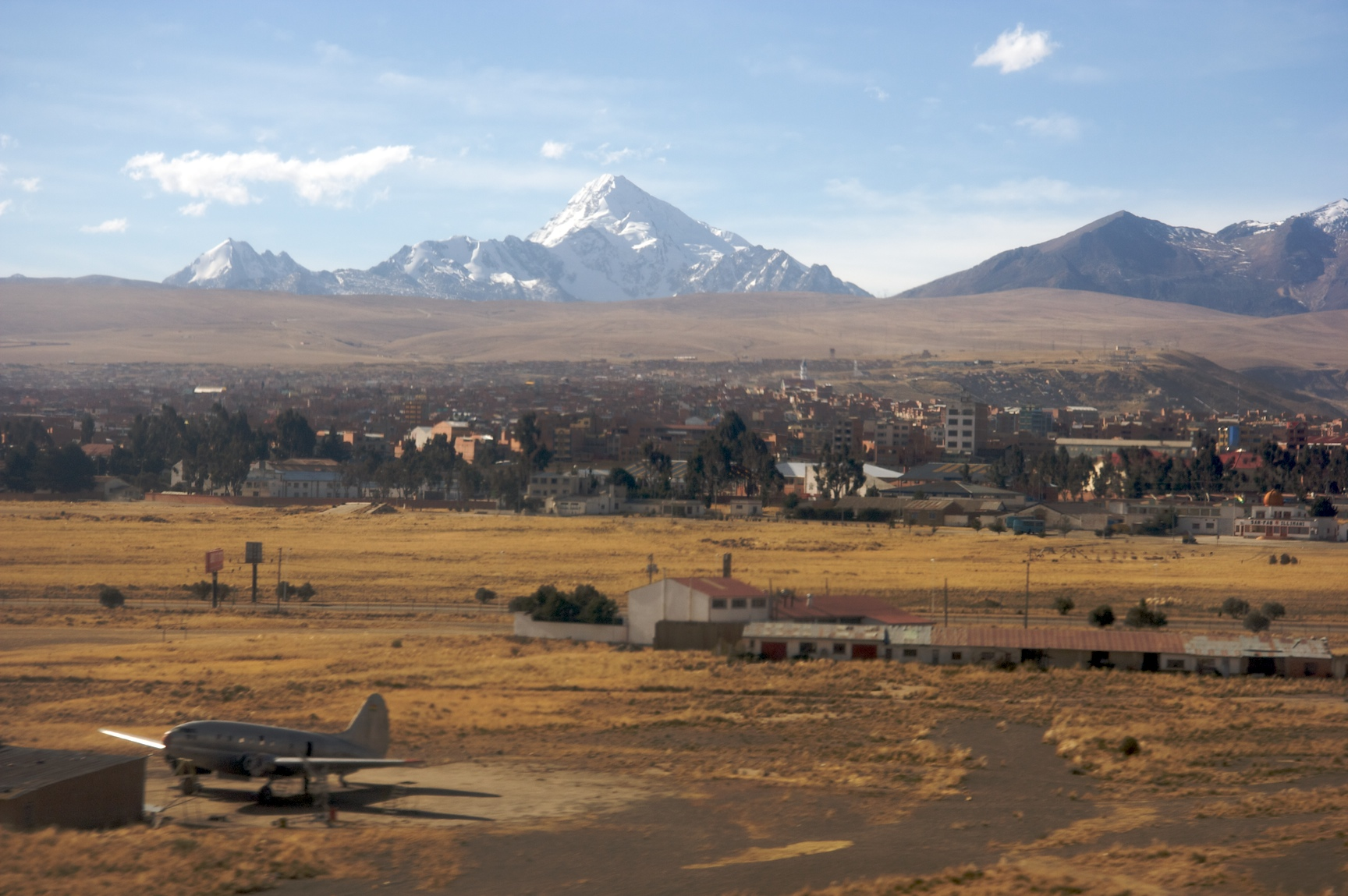
Vista d'El Alto amb l'Huayna Potosí de fons

El Alto se situa sobre els 4000 metres d'altitud, és la part més alta de l'àrea metropolitana de La Paz. Segons la classificació climàtica de Köppen, es pot classificar com a clima oceànic subpolar amb hivern sec (menys de 4 mesos tenen una temperatura mitjana superior a 10 °C), vorejant un clima de tundra o fred d'alta muntanya i, per tant, és fred i sec, amb una mitjana anual de 8.1 °C de temperatura i 600 mm de precipitació. Les nevades poden ocórrer en qualsevol època de l'any, encara que sovint ocorrin entre juliol i setembre a la matinada o al matí. Solen ser febles i poques vegades la neu agafa. De mitjana, es tenen 7 dies de neu per any. El 16 de gener de 2005 va nevar durant més de dues hores essent estiu a l'hemisferi sud.

La tardor és freda i més plujosa. L'hivern és molt fred i una mica sec amb nevades ocasionals. Les gelades són molt comunes des de finals de març fins a principis de novembre. La primavera és freda amb pluges i nevades ocasionals, l'estiu fred i plujós.
| Paràmetres climàtics mitjans de | Paràmetres climàtics mitjans de | Paràmetres climàtics mitjans de | Paràmetres climàtics mitjans de | Paràmetres climàtics mitjans de | Paràmetres climàtics mitjans de | Paràmetres climàtics mitjans de | Paràmetres climàtics mitjans de | Paràmetres climàtics mitjans de | Paràmetres climàtics mitjans de | Paràmetres climàtics mitjans de | Paràmetres climàtics mitjans de | Paràmetres climàtics mitjans de | Paràmetres climàtics mitjans de |
| Mes                             | Gen.                            | Feb.                            | Mar.                            | Abr.                            | Mai.                            | Jun.                            | Jul.                            | Ago.                            | Set.                            | Oct.                            | Nov.                            | Des.                            | Anual                           |
| ------------------------------- | ------------------------------- | ------------------------------- | ------------------------------- | ------------------------------- | ------------------------------- | ------------------------------- | ------------------------------- | ------------------------------- | ------------------------------- | ------------------------------- | ------------------------------- | ------------------------------- | ------------------------------- |
| Font:                           |                                 |                                 |                                 |                                 |                                 |                                 |                                 |                                 |                                 |                                 |                                 |                                 |                                 |

## Transport

### Transport urbà

Transporte en El Alto
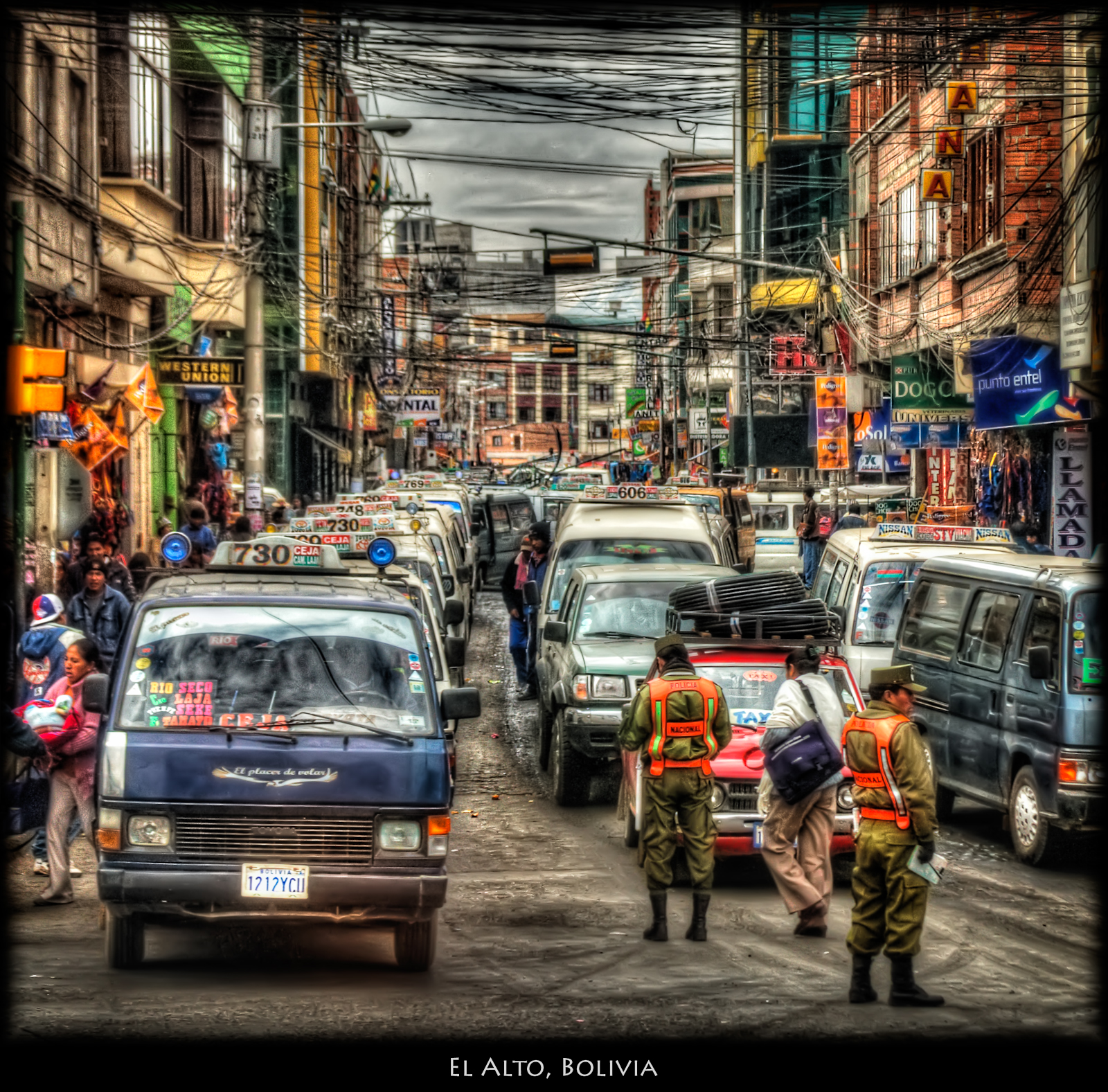
Minibusos i Micros
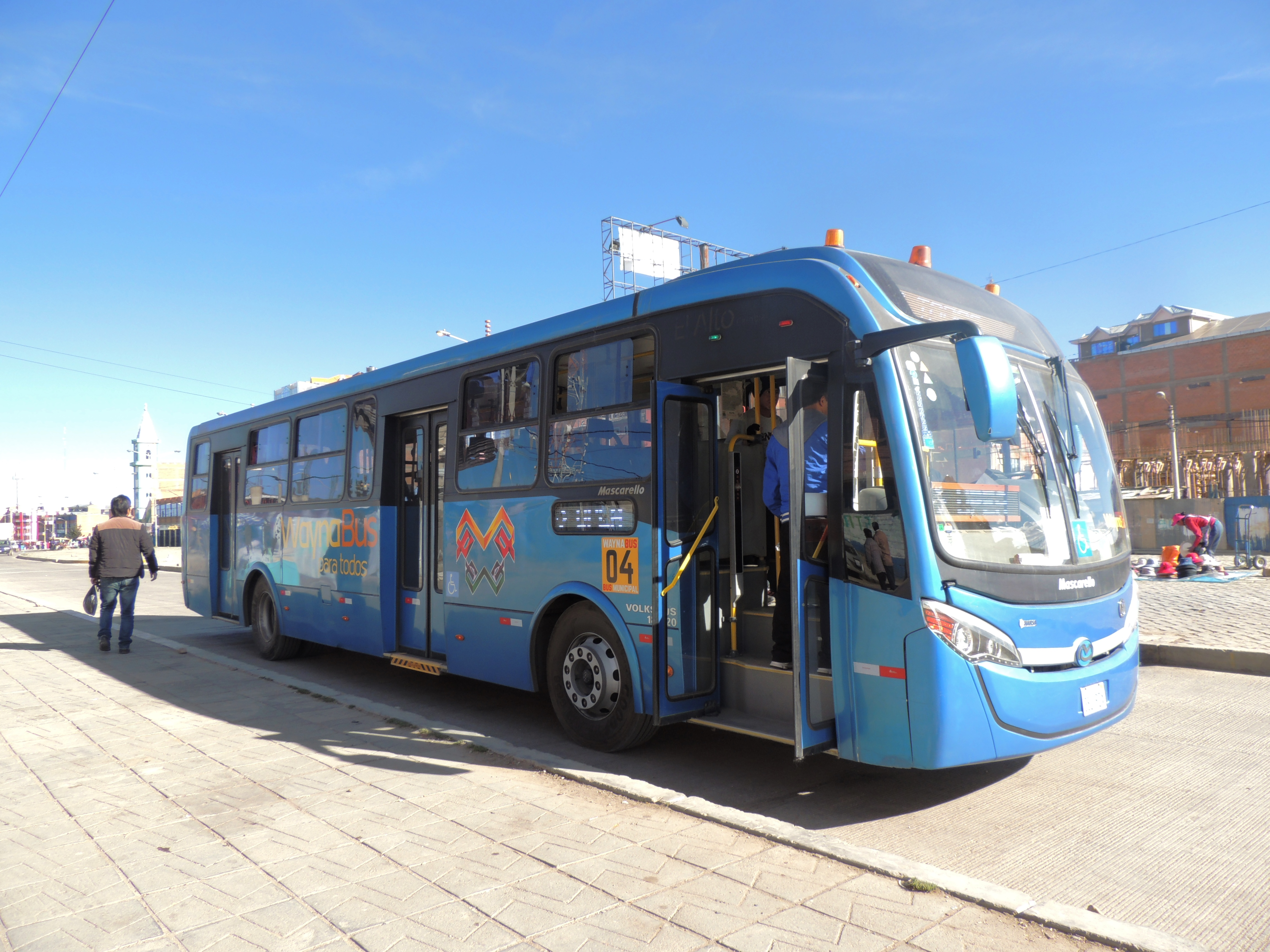
Wayna Bus
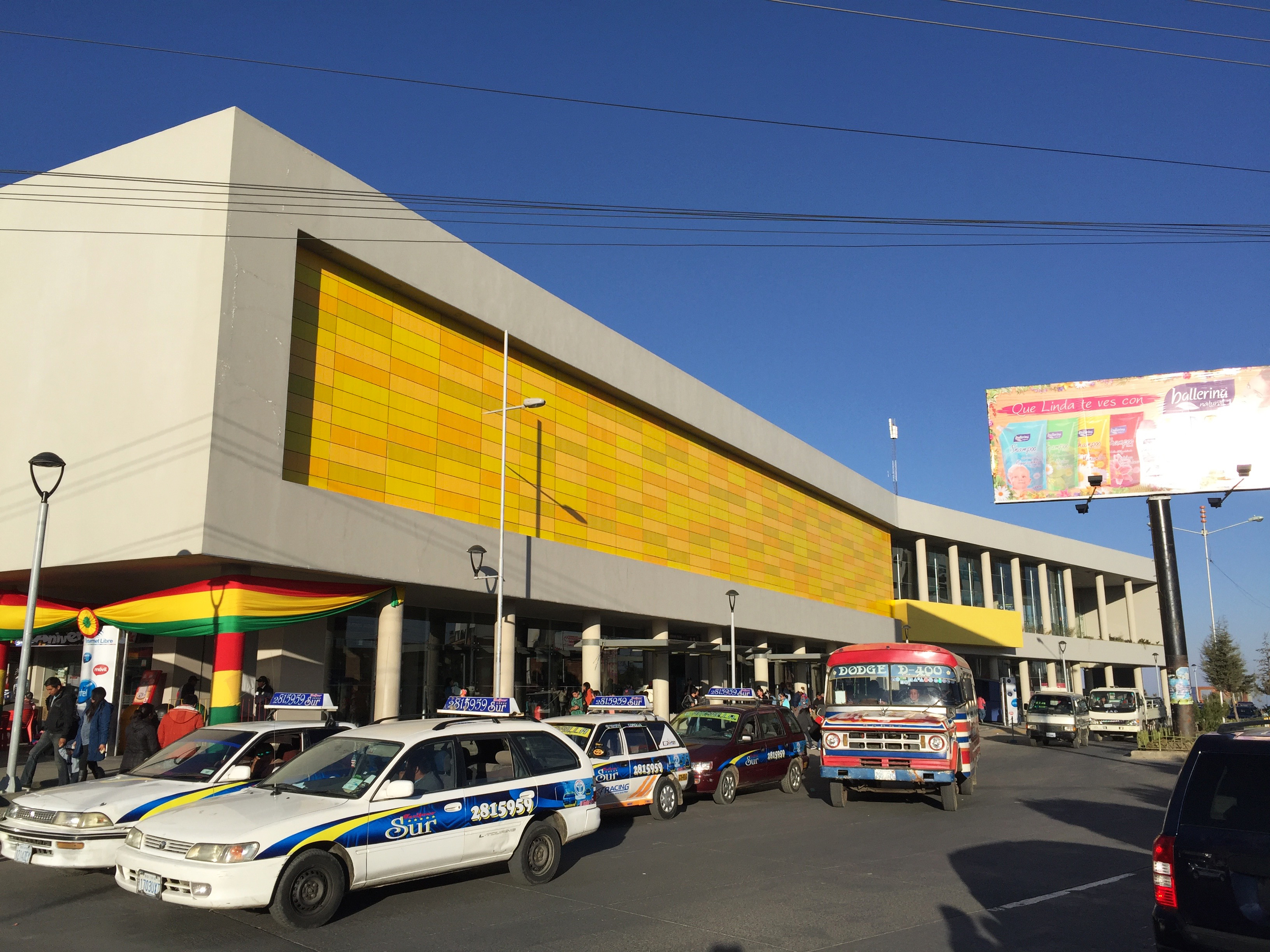
El meu Telefèric
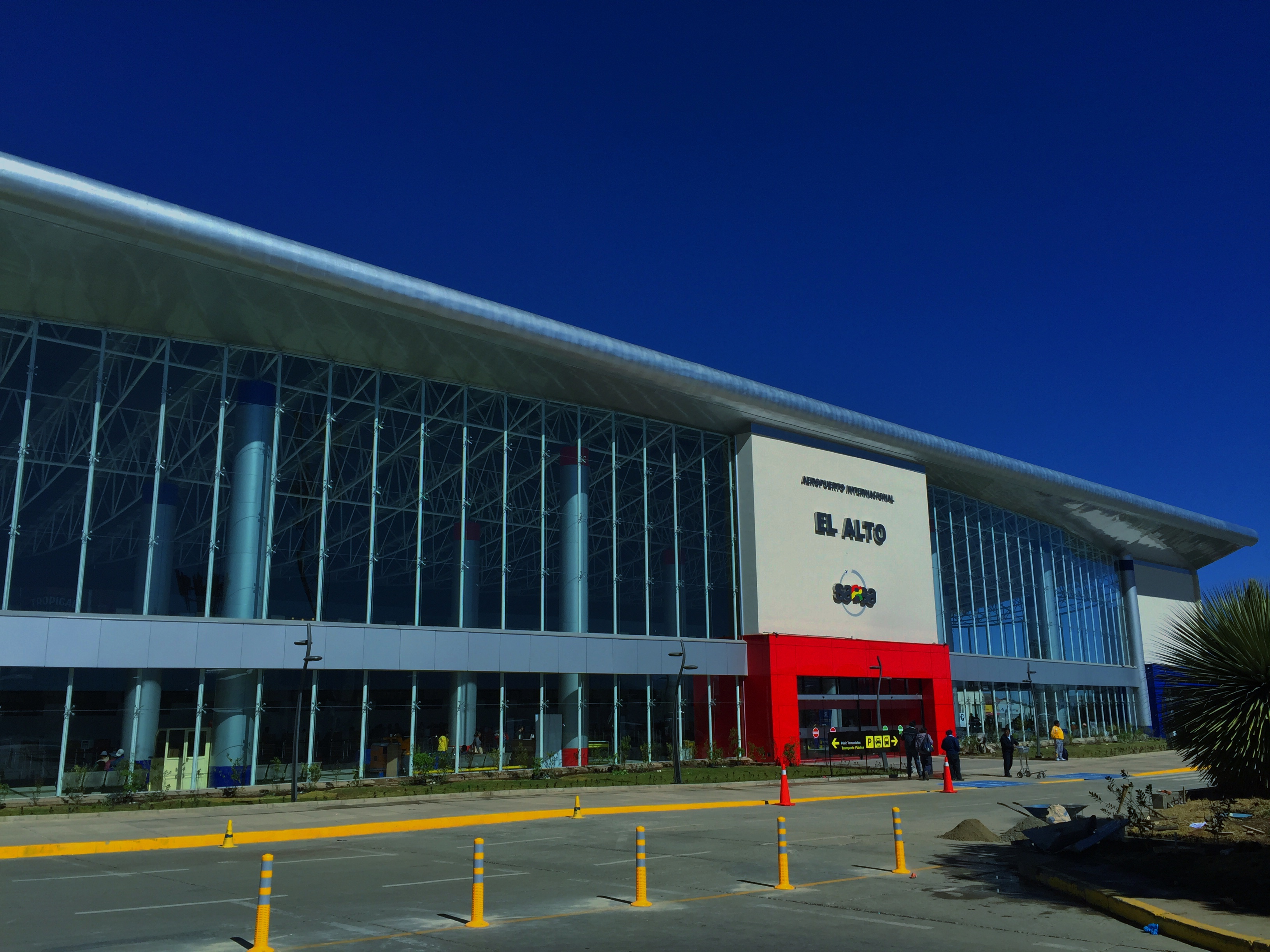
Aeroport Internacional L'Alt

### Transport internacional
A El Alto està situat l'Aeroport Internacional El Alto que brinda el seu servei tant a aquesta ciutat com a la veïna ciutat de La Paz. És el segon aeroport més gran de Bolívia, després del de Viru Viru de Santa Cruz de la Sierra.

## Cultura
Les expressions culturals de la ciutat tenen un caràcter sincrètic en allò religiós, per la qual cosa es professen i prediquen des de cultes catòlics fins a ritus en honor de la Pachamama. La major festa cultural és la de 16 de Julio on es reuneixen músics i ballarins experimentats, una de les fraternitats, la Chacaltaya 91.7, té 1400 ballarins. La gent es prepara durant tot l'any per a aquesta celebració, on també es comercialitzen diferents articles artesanals referents al festeig, i es lloguen vestits de festa i disfresses amb els quals es balla el Tinku, la Morenada i els Tobes, entre d'altres.
També en aquesta ciutat es troba el Museu d'Art Antonio Paredes Candia i l'Escola Municipal de les Arts, entitat establerta per al lliure desenvolupament de nens i joves en diverses branques culturals de les quals destaquen les àrees de Dansa Clàssica, Dansa Folklòrica, Arts Plàstiques, Arts Escèniques, Música Clàssica i Cinematografia.

### Literatura
La literatura alteña, forjada a partir de la trobada cultural entre les tradicions rurals i els costums urbans, està contextualitzada en un àmbit on les contradiccions socials i la diversitat lingüística marquen les principals característiques de les obres creades pels alteños en vers o en prosa.

#### Autogestió

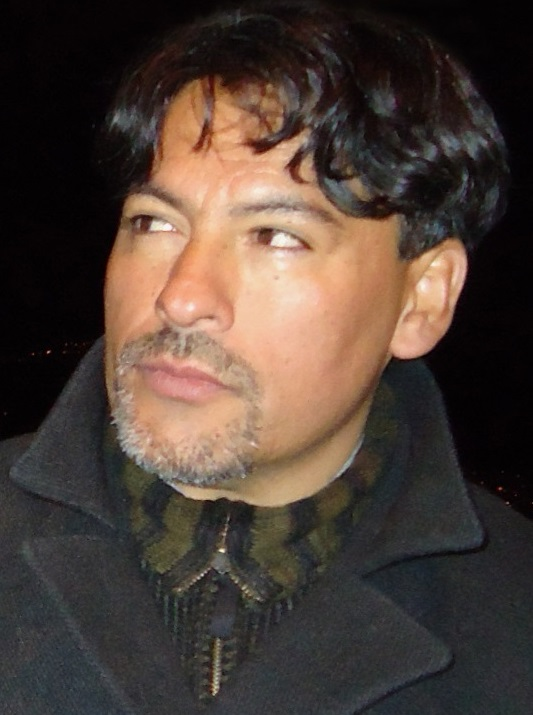
Víctor Montoya

Les activitats creatives s'han desenvolupat en alguns centres culturals, com Compa, Wayna Tambo i Albor, autogestionats per promotors culturals com Iván Nogales. En aquests centres es van formar diversos dels joves poetes i narradors contemporanis, com el grup literari Los Nadies i Crispín Portugal, qui va ser, a més, un dels fundadors de l'editorial artesanal Yerba Mala Cartonera, al costat de Darío Luna i Roberto «Beto» Càceres.
La ciutat compta amb una Societat d'Escriptors (SODEALBO) i la presència de destacades figures literàries com Víctor Montoya, condecorat el 2013 per l'Honorable Consell Municipal, qui va decidir alteñizarse, igual que Antonio Paredes Candia i l'escriptor orureño Daniel Averanga Montiel, guanyador del Premi No Municipal de Literatura 2014 i del Premi Plurinacional de Novel·la Marcelo Quiroga Santa Cruz el 2015, qui fa més de 30 anys que viu en aquesta ciutat.

### Música

#### Entrades folklòriques

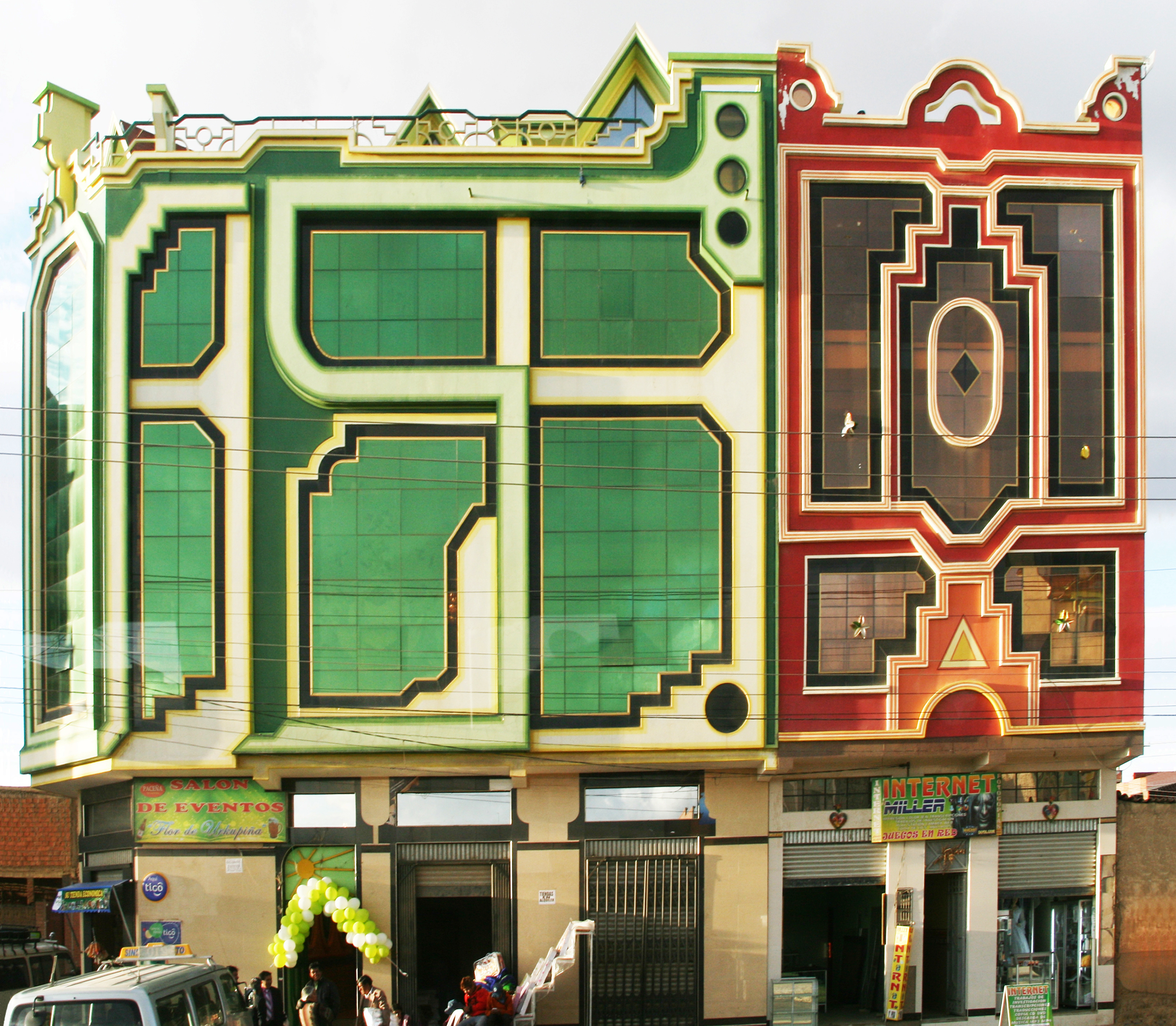
Edificacions a la ciutat d'El Alto

La ciutat d'El Alto és escenari d'importants festes folklòriques com l'entrada en honor de la Verge del Carme i altres entrades que es realitzen als diferents barris de la ciutat. Aquests espais de relació social i les activitats prèvies i posteriors, com a assajos, reunions, comerç, elaboració d'invitacions, elecció d'encarregats i elecció de vestimenta, són part important de l'activitat cultural i social dels alteños.

#### Orquestra simfònica
Compta amb una orquestra simfònica fundada el 2001 sota l'impuls de l'Escola Municipal de les Arts.

#### Música urbana contemporània
Per les seves característiques multiculturals ha estat la llar de músics com Abraham Bohorquez d'Ukamau y ké pionero en l'art de la cultura hip-hop del país. A El Alto també resideix la cantant, compositora i activista social, Nina Uma, considerada «la veu femenina del hip-hop andí».

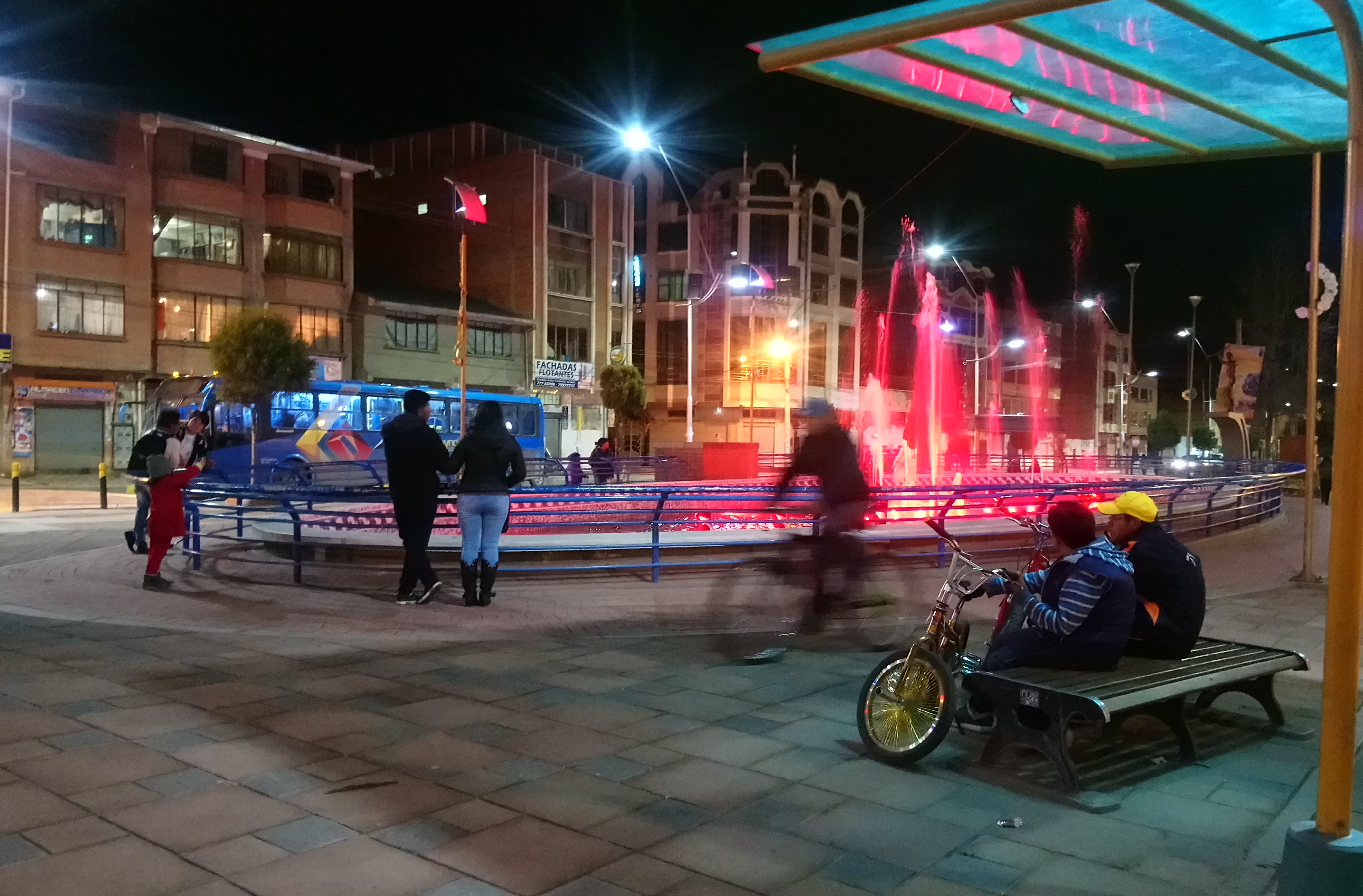
Avinguda Cívica de la ciutat d'El Alto